# 공벌레
공벌레(pillbug, Armadillidium vulgare) 또는 콩벌레는 쥐며느리의 일종이다. 돌 밑이나 축축한 낙엽 더미 또는 썩은 나무에서 산다. 몸은 머리와 일곱 개의 마디로 된 가슴, 다섯 개의 배로 나뉜다. 더듬이는 두 쌍이 있으나, 첫 번째 더듬이는 퇴화하여 보이지 않는다. 두 번째 더듬이는 머리 앞으로 튀어나와서 중간에 세 번 꺾인다. 공벌레가 몸을 둥글게 마는 것은 자기 방어일 뿐만 아니라 몸이 건조해 지는 것을 막기 위해서이다. 공벌레는 쥐며느리와 생김새가 비슷하다. 공벌레는 위협을 느끼면 몸을 둥글게 말지만 쥐며느리는 몸을 말지 못한다. 그리고 또한 먹이는 주로 낙엽을 먹는다.